# Anaconda (Python发行版)
Anaconda是一个开源的Python和R语言的发行版本，用于计算科学（数据科学、机器学习、大数据处理和预测分析），Anaconda致力于简化软件包管理系统和部署。Anaconda透過Conda进行软件包管理，并拥有許多适用于Windows、Linux和MacOS的数据科学软件包。

## 概览
Anaconda拥有超过1400个软件包。其中包含Conda和虚拟环境管理，它们都被包含在Anaconda Navigator中，因此用户无需去了解独立安装每个库。用户可以使用已经包含在Anaconda中的命令conda install或者pip install从Anaconda仓库中安装开源软件包。pip提供了Conda的大部分功能，并且大多数情况下两个可以同时使用。也可以使用conda build命令构建自定义包，然后通过上传到Anaconda Cloud、PyPI或其他仓库来分享给其他人。 
Anaconda现分为个人版、商用版、企业板、云版。其中可免费试用个人版的范围是：个人爱好者、学生、大学、非营利组织、雇员规模小于200人的商业机构；所有其他情况都被认为是商业性的，应该购买商业版（包括政府机构）。
各版本Anaconda中包含的Python版本請參考網站說明 （页面存档备份，存于） ，用户可以创建虚拟环境来使用任意版本的Python包。 

### Anaconda Navigator
Anaconda Navigator是包含在Anaconda中的图形用户界面，用户可以通过Anaconda Navigator启动应用，在不使用命令行的情况下管理软件包、创建虚拟环境和管理路径。Anaconda Navigator可以在Anaconda Cloud或本地Anaconda仓库中搜索、安装和升级软件包。Anaconda Navigator适用于Windows、macOS和Linux。
Anaconda Navigator包含如下应用：
- Jupyter Notebook
- QtConsole（页面存档备份，存于）
- Spyder
- Glueviz（页面存档备份，存于）
- Orange（页面存档备份，存于）
- Rstudio
- Visual Studio Code
- PyCharm

### Conda
Conda是一个开源、跨平台和语言无关的软件包管理和系统管理系统，通过Conda可安装、升级和升级软件包依赖。Conda为Python程序创造，但是它可以打包、分发任意语言编写的软件（例如R语言）和包含多语言的项目。Conda包含在所有版本的Anaconda、Miniconda 和Anaconda仓库中。

## Anaconda Cloud
Anaconda Cloud是由Anaconda 提供的软件包管理服务，在Anaconda Cloud可以查找、访问、存储和分享共有或私有Jupyter Notebook、Conda与PyPI软件包。Anaconda Cloud托管着有用的Python软件包、Jupyter Notebook和大量应用所需的环境。你不需要登录或者注册Anaconda Cloud账号就可以搜索、下载和安装软件包。

## 相关事件
2019年4月16日，中國清华大学开源软件镜像站宣布，因未经官方授权，停止Anaconda镜像服务。同年6月15日，在与Anaconda, Inc.的沟通後获得授权，並于近期恢复相关服务。
2019年4月25日，中國安徽省中国科学技术大学开源软件镜像站宣布，因未经官方授权，停止Anaconda镜像服务。